# Aphaenogaster depressa
Aphaenogaster depressa är en myrart som beskrevs av Bolton 1995. Aphaenogaster depressa ingår i släktet Aphaenogaster och familjen myror. Inga underarter finns listade i Catalogue of Life.